# Falguin
Falguin est une localité située dans le département de Dargo de la province du Namentenga dans la région Centre-Nord au Burkina Faso. 

## Géographie
Falguin est situé à 6 km de Dargo, le chef-lieu du département. Les habitants de Falguin sont des cultivateurs, éleveurs et des commerçants...

## Économie
L'économie du village repose essentiellement sur l'agriculture maraîchère et vivrière obtenue par l'irrigation permise par le lac de retenue du barrage de Falguin.

## Éducation et santé
Le centre de soins le plus proche de Falguin est le centre de santé et de promotion sociale (CSPS) de Dargo tandis que le centre médical avec antenne chirurgicale (CMA) de la province se trouve à Boulsa.